# Короткая уздечка языка
Короткая уздечка языка — врождённая аномалия развития, которая выражается в фиксации языка резко спереди по сравнению с нормой. Кончик языка зафиксирован ко дну ротовой полости, при этом нарушается его подвижность. Дефект обусловливается неполным разрушением эпителиальных клеток, которые в ходе развития языка врастают в подлежащую мезенхиму, а в дальнейшем дегенерируют, образуя желобок вокруг языка.
Если данное состояние не корректировать, то это будет мешать сосанию, а в более старшем возрасте — затруднять становление речи.
Лечение короткой уздечки несложное — необходимо её надсечение. Кровотечение от надреза слизистой незначительное, при правильной технике осложнения практически никогда не наблюдаются.